# Arrondissement Reims
Das Arrondissement Reims ist eine Verwaltungseinheit des Départements Marne in der französischen Region Grand Est. Hauptort (Sitz der Unterpräfektur) ist Reims.
Es besteht aus 13 Kantonen und 143 Gemeinden. Bis zum 31. Dezember 2005 gehörte auch der Kanton Ay zum Arrondissement. Dieser Kanton gehört seit dem 1. Januar 2006 zum Arrondissement Épernay.  

## Kantone
- Bourgogne
- Dormans-Paysages de Champagne (mit 18 von 70 Gemeinden)
- Fismes-Montagne de Reims
- Mourmelon-Vesle et Monts de Champagne (mit 29 von 37 Gemeinden)
- Reims-1
- Reims-2
- Reims-3
- Reims-4
- Reims-5
- Reims-6
- Reims-7
- Reims-8
- Reims-9

## Gemeinden
| 1. Anthenay (51012)                   | 2. Aougny (51013)                         | 3. Arcis-le-Ponsart (51014)            | 4. Aubérive (51019)                 |
| 5. Aubilly (51020)                    | 6. Auménancourt (51025)                   | 7. Baslieux-lès-Fismes (51037)         | 8. Bazancourt (51043)               |
| 9. Beaumont-sur-Vesle (51044)         | 10. Beine-Nauroy (51046)                  | 11. Berméricourt (51051)               | 12. Berru (51052)                   |
| 13. Bétheniville (51054)              | 14. Bétheny (51055)                       | 15. Bezannes (51058)                   | 16. Billy-le-Grand (51061)          |
| 17. Bligny (51069)                    | 18. Bouilly (51072)                       | 19. Bouleuse (51073)                   | 20. Boult-sur-Suippe (51074)        |
| 21. Bourgogne-Fresne (51075)          | 22. Bouvancourt (51077)                   | 23. Branscourt (51081)                 | 24. Breuil-sur-Vesle (51086)        |
| 25. Brimont (51088)                   | 26. Brouillet (51089)                     | 27. Caurel (51101)                     | 28. Cauroy-lès-Hermonville (51102)  |
| 29. Cernay-lès-Reims (51105)          | 30. Châlons-sur-Vesle (51109)             | 31. Chambrecy (51111)                  | 32. Chamery (51112)                 |
| 33. Champfleury (51115)               | 34. Champigny (51118)                     | 35. Chaumuzy (51140)                   | 36. Chenay (51145)                  |
| 37. Chigny-les-Roses (51152)          | 38. Cormicy (51171)                       | 39. Cormontreuil (51172)               | 40. Coulommes-la-Montagne (51177)   |
| 41. Courcelles-Sapicourt (51181)      | 42. Courcy (51183)                        | 43. Courlandon (51187)                 | 44. Courmas (51188)                 |
| 45. Courtagnon (51190)                | 46. Courville (51194)                     | 47. Crugny (51198)                     | 48. Cuisles (51201)                 |
| 49. Dontrien (51216)                  | 50. Écueil (51225)                        | 51. Époye (51232)                      | 52. Faverolles-et-Coëmy (51245)     |
| 53. Fismes (51250)                    | 54. Germigny (51267)                      | 55. Gueux (51282)                      | 56. Hermonville (51291)             |
| 57. Heutrégiville (51293)             | 58. Hourges (51294)                       | 59. Isles-sur-Suippe (51299)           | 60. Janvry (51305)                  |
| 61. Jonchery-sur-Vesle (51308)        | 62. Jonquery (51309)                      | 63. Jouy-lès-Reims (51310)             | 64. Lagery (51314)                  |
| 65. Lavannes (51318)                  | 66. Les Mesneux (51365)                   | 67. Les Petites-Loges (51428)          | 68. Lhéry (51321)                   |
| 69. Loivre (51329)                    | 70. Ludes (51333)                         | 71. Magneux (51337)                    | 72. Mailly-Champagne (51338)        |
| 73. Marfaux (51348)                   | 74. Merfy (51362)                         | 75. Méry-Prémecy (51364)               | 76. Montbré (51375)                 |
| 77. Montigny-sur-Vesle (51379)        | 78. Mont-sur-Courville (51382)            | 79. Muizon (51391)                     | 80. Nogent-l'Abbesse (51403)        |
| 81. Olizy (51414)                     | 82. Ormes (51418)                         | 83. Pargny-lès-Reims (51422)           | 84. Pévy (51429)                    |
| 85. Poilly (51437)                    | 86. Pomacle (51439)                       | 87. Pontfaverger-Moronvilliers (51440) | 88. Pouillon (51444)                |
| 89. Pourcy (51445)                    | 90. Prosnes (51447)                       | 91. Prouilly (51448)                   | 92. Prunay (51449)                  |
| 93. Puisieulx (51450)                 | 94. Reims (51454)                         | 95. Rilly-la-Montagne (51461)          | 96. Romain (51464)                  |
| 97. Romigny (51466)                   | 98. Rosnay (51468)                        | 99. Sacy (Marne) (51471)               | 100. Saint-Brice-Courcelles (51474) |
| 101. Saint-Étienne-sur-Suippe (51477) | 102. Saint-Euphraise-et-Clairizet (51479) | 103. Saint-Gilles (51484)              | 104. Saint-Hilaire-le-Petit (51487) |
| 105. Saint-Léonard (51493)            | 106. Saint-Martin-l'Heureux (51503)       | 107. Saint-Masmes (51505)              | 108. Saint-Souplet-sur-Py (51517)   |
| 109. Saint-Thierry (51518)            | 110. Sarcy (51523)                        | 111. Savigny-sur-Ardres (51527)        | 112. Selles (51529)                 |
| 113. Sept-Saulx (51530)               | 114. Sermiers (51532)                     | 115. Serzy-et-Prin (51534)             | 116. Sillery (51536)                |
| 117. Taissy (51562)                   | 118. Thil (51568)                         | 119. Thillois (51569)                  | 120. Tinqueux (51573)               |
| 121. Tramery (51577)                  | 122. Trépail (51580)                      | 123. Treslon (51581)                   | 124. Trigny (51582)                 |
| 125. Trois-Puits (51584)              | 126. Unchair (51586)                      | 127. Val-de-Vesle (51571)              | 128. Vandeuil (51591)               |
| 129. Vaudemange (51599)               | 130. Vaudesincourt (51600)                | 131. Ventelay (51604)                  | 132. Verzenay (51613)               |
| 133. Verzy (51614)                    | 134. Ville-Dommange (51622)               | 135. Ville-en-Selve (51623)            | 136. Ville-en-Tardenois (51624)     |
| 137. Villers-Allerand (51629)         | 138. Villers-aux-Nœuds (51631)            | 139. Villers-Franqueux (51633)         | 140. Villers-Marmery (51636)        |
| 141. Vrigny (51657)                   | 142. Warmeriville (51660)                 | 143. Witry-lès-Reims (51662)           |                                     |

## Ehemalige Gemeinden seit der landesweiten Neuordnung der Kantone
bis 2016: Bourgogne, Fresne-lès-Reims

## Neuordnung der Arrondissements 2017

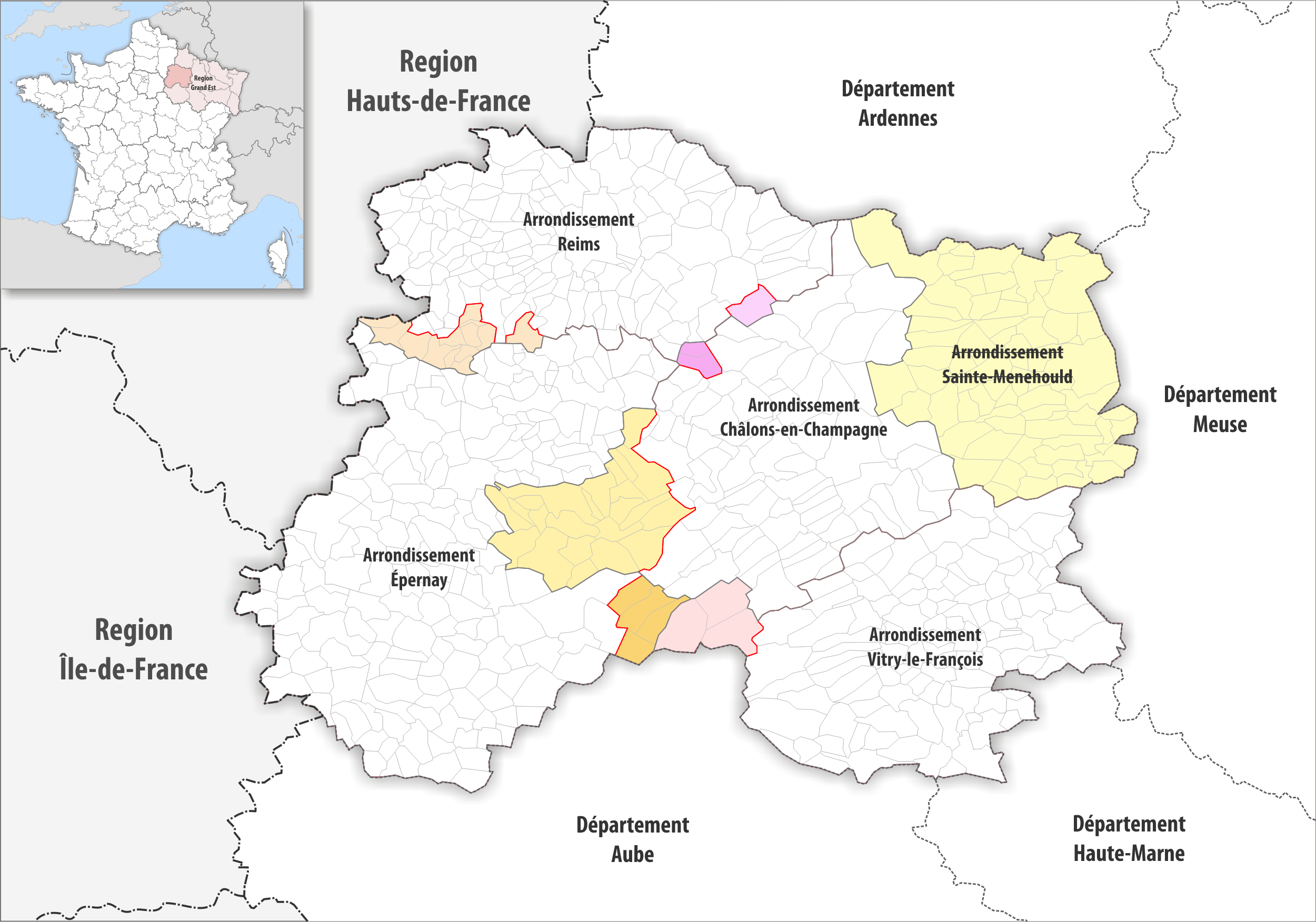
Arrondissementsanpassungen im Jahr 2017

Durch die Neuordnung der Arrondissements im Jahr 2017 wechselte vom Arrondissement Reims die Fläche der 13 Gemeinden Baslieux-sous-Châtillon, Belval-sous-Châtillon, Binson-et-Orquigny, Champlat-et-Boujacourt, Châtillon-sur-Marne, Cuchery, La Neuville-aux-Larris, Nanteuil-la-Forêt, Passy-Grigny, Reuil, Sainte-Gemme, Vandières und Villers-sous-Châtillon zum Arrondissement Épernay und die Fläche der Gemeinde Baconnes zum Arrondissement Châlons-en-Champagne.
Dafür wechselten vom Arrondissement Châlons-en-Champagne die Fläche der zwei Gemeinden Billy-le-Grand und Vaudemange zum Arrondissement Reims. 